# Aspidostemon
Aspidostemon es un género  de plantas con flores perteneciente a la familia Lauraceae. Es originario de Madagascar. El género fue descrito por Jens Gunter Rohwer & H.G.Richt. y publicado en Botanische Jahrbücher für Systematik, Pflanzengeschichte und Pflanzengeographie  109(1): 74, en el año 1987.  La especie tipo es Aspidostemon perrieri (Danguy) Rohwer.

## Especiesseleccionadas
- Aspidostemon andohahelense van der Werff
- Aspidostemon andohahelensis 	van der Werff
- Aspidostemon antongilense 	van der Werff
- Aspidostemon antongilensis 	van der Werff
- Aspidostemon apiculatum 	van der Werff